# Resolució 1789 del Consell de Seguretat de les Nacions Unides
La Resolució 1789 del Consell de Seguretat de les Nacions Unides fou adoptada per unanimitat el 14 de desembre de 2007. Després de reafirmar totes les resolucions sobre el conflicte de Xipre el Consell va prorrogar el mandat de la Força de les Nacions Unides pel Manteniment de la Pau a Xipre (UNFICYP) durant sis mesos fins al 15 de juny de 2008.
El Consell també va observar amb preocupació la manca de progrés en "el procés del 8 de juliol" i va demanar a totes les parts que immediatament comprometessin constructivament amb els esforços de les Nacions Unides i que es deixessin de recriminacions recíproques. Va instar a totes les parts a mostrar flexibilitat i voluntat política en els pròxims mesos per fer progressos mesurables per permetre que comencessin les negociacions plenes.
El 8 de juliol de l'any passat, els líders grecoxipriotes i turcoxipriotes van signar un conjunt de principis i decisions, reconeixent que l'''statu quo'' era inacceptable i que un acord global era desitjable i possible. Van acordar iniciar immediatament un procés de dues vies que incloïa discussions per part de comitès tècnics de temes que afectaven la vida quotidiana de les persones, i al mateix temps, la consideració per part dels grups de treball de qüestions de fons, donant lloc a un acord integral. També es van comprometre a acabar amb recriminacions recíproques.